# Slim Jim Phantom
Slim Jim Phantom (* jako James McDonnell; 21. března 1961, Brooklyn, New York) je americký bubeník. Svou profesionální kariéru zahájil v roce 1979, krátce poté spoluzaložil skupinu Stray Cats. V letech 1984-1992 byla jeho manželkou výrazně starší herečka Britt Ekland.